# NGC 3784
NGC 3784 est une galaxie spirale barrée située dans la constellation du Lion. NGC 3784 a été découverte par l'astronome français Édouard Stephan en 1881.

## Caractéristiques
NGC 3784 présente une large raie HI.

### Distance
Sa vitesse par rapport au fond diffus cosmologique est de 7 187 ± 22 km/s, ce qui correspond à une distance de Hubble de 106,0 ± 7,4 Mpc (∼346 millions d'al).
À ce jour, une mesure non basée sur le décalage vers le rouge (redshift) donne une distance d'environ 107,000 Mpc (∼349 millions d'al). Cette valeur est à l'intérieur des valeurs de la distance de Hubble.

## N'est pas une paire de galaxies
Selon l'image obtenue du relevé SDSS, on pourrait croire que NGC 3784 et NGC 3785 forme une paire de galaxie, mais NGC 3785 est à 448 millions d'années-lumière de la Voie lactée. La distance entre ces deux galaxies est de plus de 100 millions d'années-lumière. Il s'agit donc d'une paire purement optique.